# Her Cardboard Lover
Pour plus de détails, voir Fiche technique et Distribution.
Her Cardboard Lover est un film américain réalisé par George Cukor, sorti en 1942.

## Synopsis
L'auteur-compositeur Terry Trindale est fou amoureux de Consuelo Croyden qu'il a rencontrée dans un casino. Hautaine et froide, elle rejette ses avances lorsqu'il lui déclare sa femme. Mais elle décide de s'attacher les services de Terry et le fait passer pour son gigolo afin d'exciter la jalousie de Tony Barling, un gigolo dont elle est amoureuse. Son jeu est un succès. Troublée par leur fausse idylle, Tony refuse de croire qu'elle aime un autre homme que lui. Mais Consuelo se rend compte petit à petit qu'elle est peut-être amoureuse de Terry.

## Fiche technique
- Titre : Her Cardboard Lover
- Réalisation : George Cukor
- Scénario : Jacques Deval, John Collier, Anthony Veiller et William H. Wright d'après Dans sa candeur naïve de Jacques Deval
- Photographie : Robert H. Planck et Harry Stradling Sr.
- Montage : Robert Kern
- Musique : Franz Waxman
- Pays d'origine :  États-Unis
- Format : Noir et blanc - 1,37:1 - Mono
- Genre : Romance
- Durée : 93 minutes
- Date de sortie : 1942

## Distribution
- Norma Shearer : Consuelo Croyden
- Robert Taylor : Terry Trindale
- George Sanders : Tony Barling
- Frank McHugh : Chappie Champagne
- Elizabeth Patterson : Eva
- Chill Wills : Juge